# 萨米纳农村居民点
萨米纳农村居民点（俄语：Сельское поселение Саминское）是俄罗斯联邦沃洛格达州维捷格拉区所属的一个农村居民点。其下辖有18个居民点，行政中心为十月镇。据2015年统计，该农村居民点的人口为622人。